# Schoenocaulon officinale
Schoenocaulon officinale là một loài thực vật có hoa trong họ Melanthiaceae. Loài này được (Schltdl. & Cham.) A.Gray miêu tả khoa học đầu tiên năm 1840.